# Сельчук Чебі
Сельчук Чебі (тур. Selçuk Çebi; нар. 3 червня 1982, Аракли, провінція Трабзон) — турецький борець греко-римського стилю, срібний, бронзовий призер та триразовий чемпіон світу, дворазовий призер чемпіонатів Європи, дворазовий переможець кубку світу, учасник Олімпійських ігор.

## Біографія
Боротьбою займається з 1995 року. Чемпіон Європи 2002 року серед юніорів. Дворазовий чемпіон світу серед кадетів (1998, 1999). Бронзовий призер чемпіонату світу 2001 року серед юніорів.

## Спортивні результати на міжнародних змаганнях

### Виступи на Олімпіадах
| Змагання                    | Збірна    | Вагова категорія                 | Місце |
| --------------------------- | --------- | -------------------------------- | ----- |
| Літні Олімпійські ігри 2012 | Туреччина | греко-римська боротьба, до 74 кг | 13    |
| Літні Олімпійські ігри 2016 | Туреччина | греко-римська боротьба, до 75 кг | 15    |

### Виступи на Чемпіонатах світу
| Змагання                        | Збірна    | Вагова категорія                 | Місце  |
| ------------------------------- | --------- | -------------------------------- | ------ |
| Чемпіонат світу з боротьби 2009 | Туреччина | греко-римська боротьба, до 74 кг | Золото |
| Чемпіонат світу з боротьби 2010 | Туреччина | греко-римська боротьба, до 74 кг | Золото |
| Чемпіонат світу з боротьби 2011 | Туреччина | греко-римська боротьба, до 74 кг | Срібло |
| Чемпіонат світу з боротьби 2013 | Туреччина | греко-римська боротьба, до 84 кг | 21     |
| Чемпіонат світу з боротьби 2014 | Туреччина | греко-римська боротьба, до 80 кг | Бронза |
| Чемпіонат світу з боротьби 2015 | Туреччина | греко-римська боротьба, до 80 кг | Золото |

### Виступи на Чемпіонатах Європи
| Змагання                         | Збірна    | Вагова категорія                 | Місце  |
| -------------------------------- | --------- | -------------------------------- | ------ |
| Чемпіонат Європи з боротьби 2001 | Туреччина | греко-римська боротьба, до 69 кг | 5      |
| Чемпіонат Європи з боротьби 2009 | Туреччина | греко-римська боротьба, до 74 кг | Бронза |
| Чемпіонат Європи з боротьби 2011 | Туреччина | греко-римська боротьба, до 74 кг | 5      |
| Чемпіонат Європи з боротьби 2013 | Туреччина | греко-римська боротьба, до 84 кг | 13     |
| Чемпіонат Європи з боротьби 2014 | Туреччина | греко-римська боротьба, до 80 кг | Срібло |

### Виступи на Європейських іграх
| Змагання              | Збірна    | Вагова категорія                 | Місце |
| --------------------- | --------- | -------------------------------- | ----- |
| Європейські ігри 2015 | Туреччина | греко-римська боротьба, до 80 кг | 5     |

### Виступи на Кубках світу
| Змагання                    | Збірна    | Вагова категорія                 | Місце  |
| --------------------------- | --------- | -------------------------------- | ------ |
| Кубок світу з боротьби 2002 | Туреччина | греко-римська боротьба, до 66 кг | Золото |
| Кубок світу з боротьби 2006 | Туреччина | греко-римська боротьба, до 66 кг | 5      |
| Кубок світу з боротьби 2010 | Туреччина | греко-римська боротьба, до 74 кг | 5      |
| Кубок світу з боротьби 2011 | Туреччина | греко-римська боротьба, до 84 кг | 11     |
| Кубок світу з боротьби 2012 | Туреччина | греко-римська боротьба, до 84 кг | 9      |
| Кубок світу з боротьби 2013 | Туреччина | греко-римська боротьба, до 84 кг | Золото |
| Кубок світу з боротьби 2014 | Туреччина | греко-римська боротьба, до 80 кг | 5      |

### Виступи на Середземноморських іграх
| Змагання                    | Збірна    | Вагова категорія                 | Місце  |
| --------------------------- | --------- | -------------------------------- | ------ |
| Середземноморські ігри 2005 | Туреччина | греко-римська боротьба, до 66 кг | Золото |
| Середземноморські ігри 2013 | Туреччина | греко-римська боротьба, до 84 кг | Золото |

### Виступи на Чемпіонатах світу серед військовослужбовців
| Змагання                                                  | Збірна    | Вагова категорія                 | Місце  |
| --------------------------------------------------------- | --------- | -------------------------------- | ------ |
| Чемпіонат світу з боротьби серед військовослужбовців 2001 | Туреччина | греко-римська боротьба, до 69 кг | Бронза |
| Чемпіонат світу з боротьби серед військовослужбовців 2003 | Туреччина | греко-римська боротьба, до 66 кг | Срібло |

### Виступи на Універсіадах
| Змагання               | Збірна    | Вагова категорія                 | Місце  |
| ---------------------- | --------- | -------------------------------- | ------ |
| Літня універсіада 2005 | Туреччина | греко-римська боротьба, до 66 кг | Золото |

### Виступи на Чемпіонатах світу серед студентів
| Змагання                                        | Збірна    | Вагова категорія                 | Місце  |
| ----------------------------------------------- | --------- | -------------------------------- | ------ |
| Чемпіонат світу з боротьби серед студентів 2006 | Туреччина | греко-римська боротьба, до 66 кг | Золото |

### Виступи на інших змаганнях
| Змагання                                                         | Збірна    | Вагова категорія                 | Місце  |
| ---------------------------------------------------------------- | --------- | -------------------------------- | ------ |
| Золотий Гран-прі з боротьби 2006                                 | Туреччина | греко-римська боротьба, до 66 кг | 5      |
| Гран-прі Німеччини з боротьби 2007                               | Туреччина | греко-римська боротьба, до 66 кг | Бронза |
| Золотий Гран-прі з боротьби 2010 (Баку)                          | Туреччина | греко-римська боротьба, до 74 кг | 7      |
| Кубок Владислава Пітласинські 2011                               | Туреччина | греко-римська боротьба, до 74 кг | 12     |
| Тестовий турнір FILA 2011                                        | Туреччина | греко-римська боротьба, до 84 кг | 8      |
| Золотий Гран-прі з боротьби 2012 (Сомбатгей)                     | Туреччина | греко-римська боротьба, до 84 кг | Срібло |
| Турнір Вехбі Емре 2013                                           | Туреччина | греко-римська боротьба, до 84 кг | Золото |
| Trophee Milone 2013                                              | Туреччина | греко-римська боротьба, до 84 кг | Золото |
| Кубок Владислава Пітласинські 2013                               | Туреччина | греко-римська боротьба, до 84 кг | 18     |
| Турнір Вехбі Емре 2014                                           | Туреччина | греко-римська боротьба, до 80 кг | Бронза |
| Золотий Гран-прі з боротьби 2014 (Сомбатгей)                     | Туреччина | греко-римська боротьба, до 80 кг | 11     |
| Турнір Дана Колова — Николи Петрова 2015                         | Туреччина | греко-римська боротьба, до 80 кг | 5      |
| Кубок Владислава Пітласинські 2015                               | Туреччина | греко-римська боротьба, до 80 кг | Бронза |
| Міжнародний турнір Любомира Івановича-Гедзи 2016                 | Туреччина | греко-римська боротьба, до 80 кг | Золото |
| Олімпійський кваліфікаційний турнір з боротьби 2016 (Улан-Батор) | Туреччина | греко-римська боротьба, до 75 кг | 5      |
| Олімпійський кваліфікаційний турнір з боротьби 2016 (Стамбул)    | Туреччина | греко-римська боротьба, до 75 кг | Золото |
| Гран-прі Німеччини з боротьби 2016                               | Туреччина | греко-римська боротьба, до 80 кг | Золото |

### Виступи на змаганнях молодших вікових груп
| Змагання                                       | Збірна    | Вагова категорія                 | Місце  |
| ---------------------------------------------- | --------- | -------------------------------- | ------ |
| Чемпіонат світу з боротьби серед кадетів 1998  | Туреччина | греко-римська боротьба, до 69 кг | Золото |
| Чемпіонат світу з боротьби серед кадетів 1999  | Туреччина | греко-римська боротьба, до 69 кг | Золото |
| Чемпіонат Європи з боротьби серед юніорів 2000 | Туреччина | греко-римська боротьба, до 69 кг | 11     |
| Чемпіонат світу з боротьби серед юніорів 2001  | Туреччина | греко-римська боротьба, до 69 кг | Бронза |
| Чемпіонат Європи з боротьби серед юніорів 2002 | Туреччина | греко-римська боротьба, до 69 кг | Золото |